# Темний дворецький
«Темний дворецький» (яп. 黒執事, くろしつじ, латиніз.: Kuroshitsuji) — манґа, створена манґакою Тобосо Яна. Виходить у журналі сьонен-манґи Monthly GFantasy видавництва Square Enix з вересня 2006 року. З моменту виходу манґи вона отримала декілька адаптацій у форматі аніме-серіалів, OVA, ігрового та анімаційних фільмів.
24-серійна аніме-адаптація від студії A-1 Pictures виходила з жовтня 2008 по березень 2009. Другий сезон з 12 серій виходив з липня по вересня 2010. В цьому сезоні присутні оригінальні персонажі, яких не було в манзі. Ще одне аніме під назвою Black Butler: Book of Circus, виходило з липня по вересень 2014. У жовтні та листопаді 2014 в кінотеатрах Японії вийшла двосерійна OVA Black Butler: Book of Murder. У січні 2014 в Японії також вийшов ігровий фільм за мотивами манґи. Анімаційний фільм «Black Butler: Book of the Atlantic» вийшлов у січні 2017. Четвертий сезон аніме з 11 серій від студії CloverWorks Black Butler: Public School Arc виходив на телебаченні з квітня по червень 2024. У квітні 2025 року вийшов пятий сезон Black Butler: Emerald Witch Arc, який транслювався по червень того ж року.
Наприкінці 2023 року було анонсовано про вихід українського перекладу від видаництва «MAL'OPUS» у 2024 році. Станом на квітень 2025 українською мовою вже вийшло 5 томів.
У квітні 2024 манґа «Темний дворецький» мала більше 35 мільйонів проданих копій, що робить її однією з найпродаваніших манґ за весь час.

## Сюжет
Дія розгортається в добу вікторіанської Англії. Головним персонажем є граф Сіель Фантомхайв. В його обов'язки входить охорона Її Величності, боротьба з мафією та розслідування злочинів. В результаті укладеної з демоном угоди, згідно з якою той забере його душу після виконання умови контракту, отримав ідеального дворецького і охоронця. Себастіан виконує будь-який наказ свого пана і повинен захищати Сіеля від смерті, поки не виконає умови угоди.

## Медіа

### Манґа
Виходить в шьонен журналі Monthly GFantasy видавництва Square Enix. Видавництвом Square Enix манґа випускається в форматі танкобону. Перший танкобон вийшов 27 лютого 2007 року. Станом на березень 2025 вийшло 34 танкобони.

### CD-драма
10 серпня 2007 компанія Frontier Works випустила CD-драму за мотивами манґи, у який було згадано багато персонажів з першого та другого танкобон-томів. Друга частина від компанії Aniplex вийшла 26 лютого 2008.

### Аніме
Аніме-адаптація манґи створена студією A-1 Pictures. Прем'єра першого сезону серіалу відбулась 2 жовтня 2008 року.1 липня 2010 року розпочався вихід другого сезону аніме, події в якому розвиваються через рік і три місяці після завершення сюжету першого. Сюжетна лінія частини першого і всього другого сезону розходяться з манґою. На заході Anime Japan 2014 була анонсована нова аніме-адаптація «Kuroshitsuji: Book of Circus», а також OVA «Kuroshitsuji: Book of Murder», які є адаптаціями манґи. У 2014 році відбулася прем'єра Black Butler: Book of Circus, і Black Butler: Book of Murder, а 21 січня 2017 року вийшов повнометражний фільм «Kuroshitsuji: Book of the Atlantic».

### Відеогра
19 березня 2009 року вийшла відеогра для Nintendo DS під назвою Kuroshitsuji Phantom & Ghost від компанії Square Enix. Гра продавалася у двох версіях - лімітованому виданні з додатковими матеріалами і звичайному виданні.

### Кіноадаптації
У 2013 році за мотивами манґи був знятий фільм, прем'єра якого відбулася 18 січня 2014 року. Режисерами фільму стали Отані Кентаро і Сато Кейічі.
Фільм дуже відрізняється від манґи: дія відбувається в 2020 році, а замість Сіеля Фантомхайв господинею Себастьяна є дівчина Шіорі Ґенпей (змушена прикидатися юнаком — графом Кіехару). Її роль виконує Аяме Ґорікі, а роль Себастіана віддана Хіро Мідзушіма, для якого це перша роль у кіно за три роки.

## Сприйняття
18 грудня 2007 року третій том манґи посів третє місце в списку найуспішніших манґа-серій тижня. 3 червня 2008 року четвертий том посів дев'яте місце. 16 лютого 2009 року шостий том зайняв дев'яте місце.